# Maximilian Droste zu Vischering-Padberg

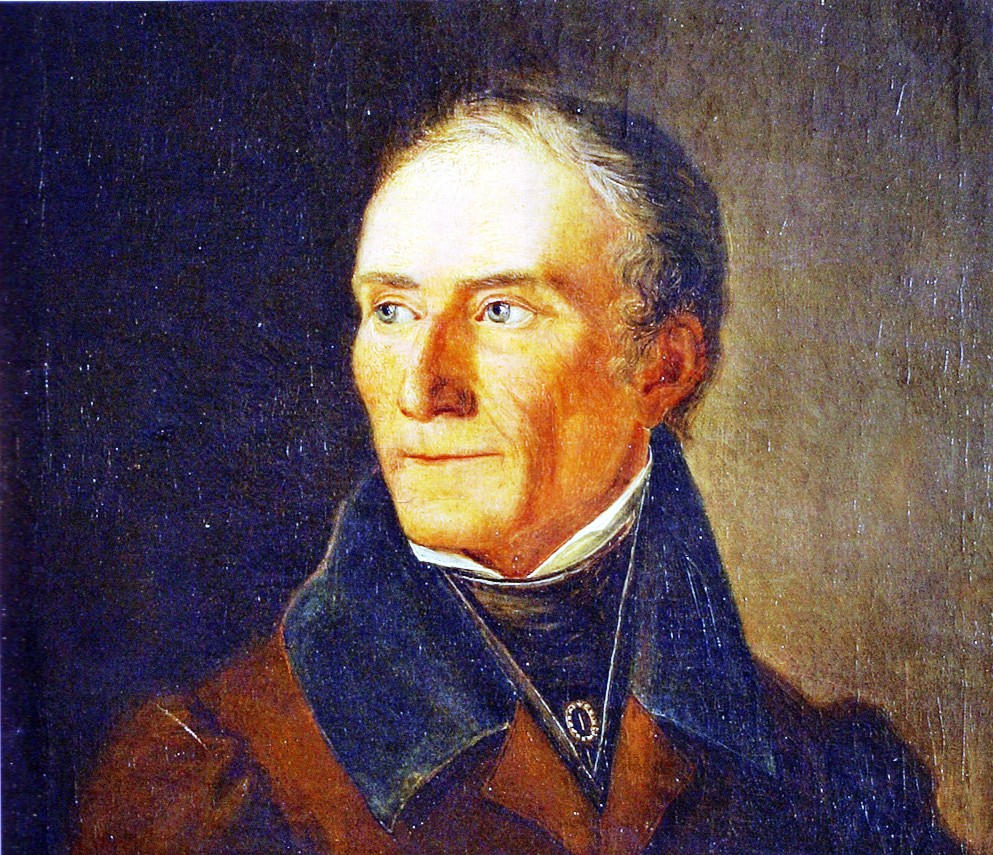
Maximilian Droste zu Vischering-Padberg

Maximilian Droste zu Vischering-Padberg (* 20. Februar 1781 in Münster; † 31. August 1845 in Hovestadt) war ein deutscher Landrat und erster Landrat des Kreises Brilon.

## Biografie

### Familie
Droste zu Vischering-Padberg war das jüngste von neun Kindern der Eheleute Clemens August Maria Droste zu Vischering (Erbdroste, 1742–1790) und Sophia Alexandrina Droste zu Füchten (1748–1817). Die Familie stammte aus dem westfälischen Uradelsgeschlecht der Droste zu Vischering. Er hat zwei Schwestern, darunter  Rosine (1777–1819, ⚭ Maximilian Anton von Boeselager), und sieben Brüder, darunter Adolf Heidenreich (Erbdroste und Erbauer des Erbdrostenhofs), Kaspar Maximilian (Bischof von Münster), Franz Otto (katholischer Theologe und Publizist), Clemens August (Erzbischof von Köln) und Joseph (Obersthofmeister und k. k. Feldmarschalleutnant).
Maximilian war Herr auf Padberg und Hoppecke im Herzogtum Westfalen. Seine Besitzungen lagen dabei überwiegend auf dem Gebiet des späteren preußischen Kreises Brilon.
1802 heiratete er die Erbtochter Regina Dorothea Franziska von Padberg zu Padberg, Tochter von Anton Joseph und Luise Christine Wendt (Adelsgeschlecht) zu Papenhausen. Das Ehepaar hatte sechs Kinder, darunter:
- Maximilian (1808–1887) ⚭ 1835 Theresia Gräfin von Galen (1812–1843), Kgl. preuß. Landrat des Kreises Brilon

### Beruf
Er studierte in Göttingen Rechtswissenschaften. Unmittelbar nach der Übernahme des Herzogtums Westfalen beantragte Vischering-Padberg seine Anstellung als Landrat im Kreis Brilon. 1817 folgte zunächst die vorläufige Ernennung und nach Bestehen der Prüfung die endgültige Ernennung. Er bekleidete dieses Amt bis zu seinem Tod im Jahre 1845. Sein Sohn Caspar Max folgte ihm als zweiter Landrat des Kreises Brilon. 1830/31 nahm er am Provinziallandtag der Provinz Westfalen teil. Er war als Stellvertreter im Stand der Ritterschaft im Wahlbezirk Herzogtum Westfalen gewählt worden.